# ゴム引布製起伏堰
ゴム引布製起伏堰（ゴムひきぬのせいきふくぜき）は、ゴム引布製のチューブに空気や水を注入・排出することで起伏させる堰。ゴム堰、ラバーダム（日本自動機工の商標登録製品）、バルーンダム、ファブリダム（住友電気工業の登録商標）ともいう。

## 概要
水をせき止める目的で川に建設される堰のうち、水門（ゲート）などの可動部分を持つものを可動堰といい、持たないものを固定堰という。可動堰のうち、ゲートが上下動するのではなく起伏するものを起伏堰といい、ゲートを起こした状態（「起立」という）で水をせき止めておき、洪水などで増水した際に倒して（「倒伏」という）放流するものである。起伏堰のうち、筒の形をしたゴム引布製の袋を用いるものがゴム引布製起伏堰である。アメリカ合衆国・ロサンゼルス市水道電力局のノーマン・インバートソン（Norman Imbertson）が1956年に考案したもので、日本では1964年、日本自動機工（当時、日本自動ダム）が東京都多摩土地改良区管内、平井川に第一号のラバーダムを設置した。初導入が始まり、1993年には2,400もの施工例を数えるまでになった。設置の目的としては灌漑、高潮に対する防潮堤、レクリエーションなどが挙げられる。
ゴム引布製起伏堰の実体とも言えるゴム引布製のチューブは、専門的には「袋体」といい、その断面は円形をしている。これに空気や水を送り込んだり、排出したりすることで起伏させる。操作に必要な機械はブロワーやポンプといったものだけで済み、倒伏動作に限っては動力をまったく必要としない。設置やメンテナンスに必要な手間やコストが安いのが特長である。
チューブの寿命は素材の耐久性や実際の運用実績からみて、少なくとも30年間以上といわれる。川を流れる砂程度なら摩耗は少ないが、大きめの石などに対してはゴムを厚くしたり、素材を特殊な配合のゴムとしたり、クッションを配置するなどの工夫で対処する必要がある。
この形式の欠点として、倒伏させる過程で「Vノッチ現象」が発生することが挙げられる。これは倒伏させる過程でチューブの高さが均一でなくなり、ある1点だけがアルファベットのVの字形につぶれた状態となってしまうものである。こうなると放流水が一極に集中し、放流量が過大となるため、護岸および護床の検討の際に考慮に入れる必要がある。なお、これは空気で起伏するもの特有の問題である。
ゴム引布製起伏堰と鋼製起伏堰とを折衷したものがゴム袋体支持式鋼製起伏堰であり、SR合成起伏堰、略してSR堰、あるいはハイブリッド起伏堰ともいう。

## 採用例

### 河川設置

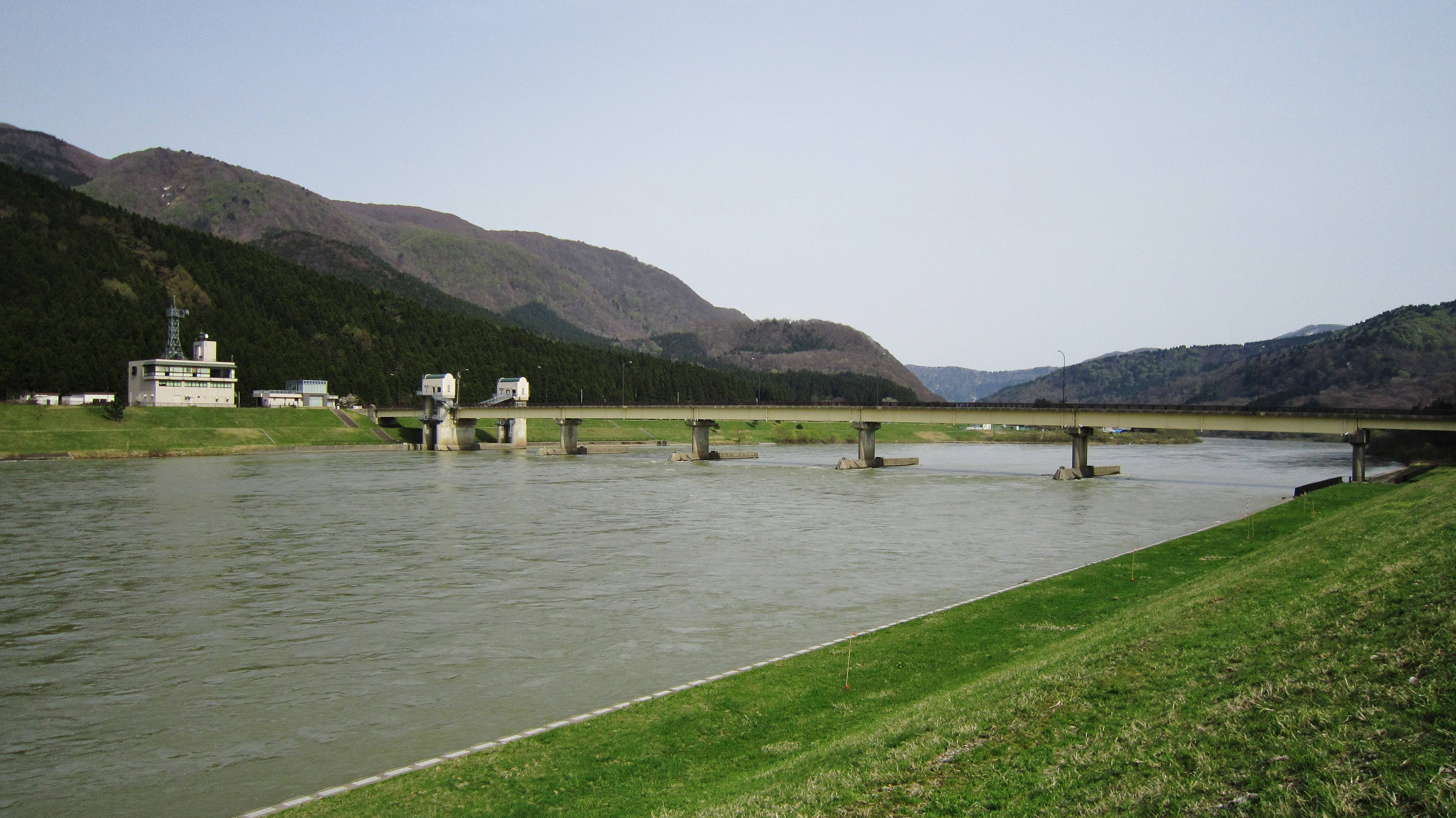
最上川さみだれ大堰（日本・山形県）
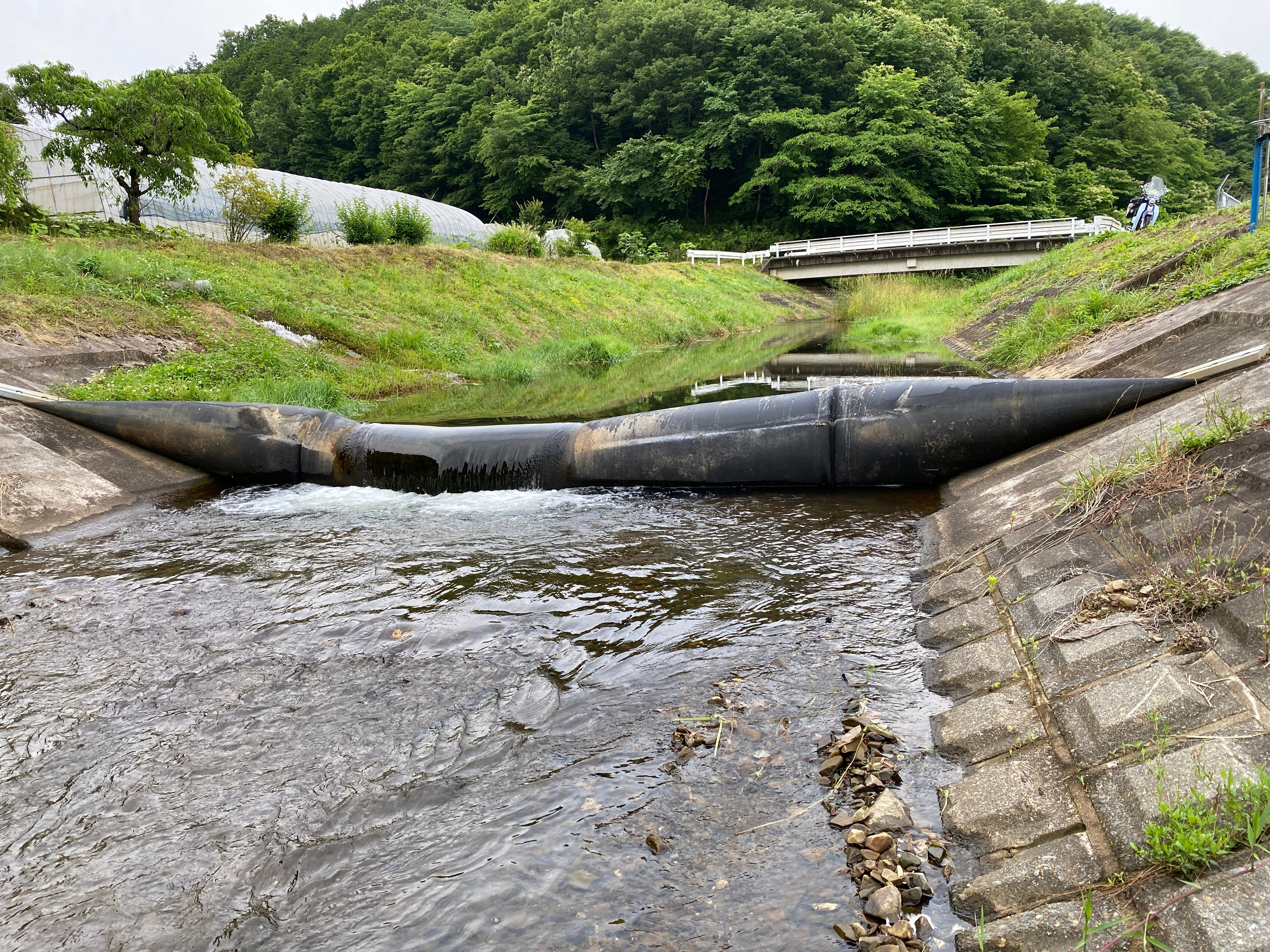
涸沼川 (日本・茨城県)
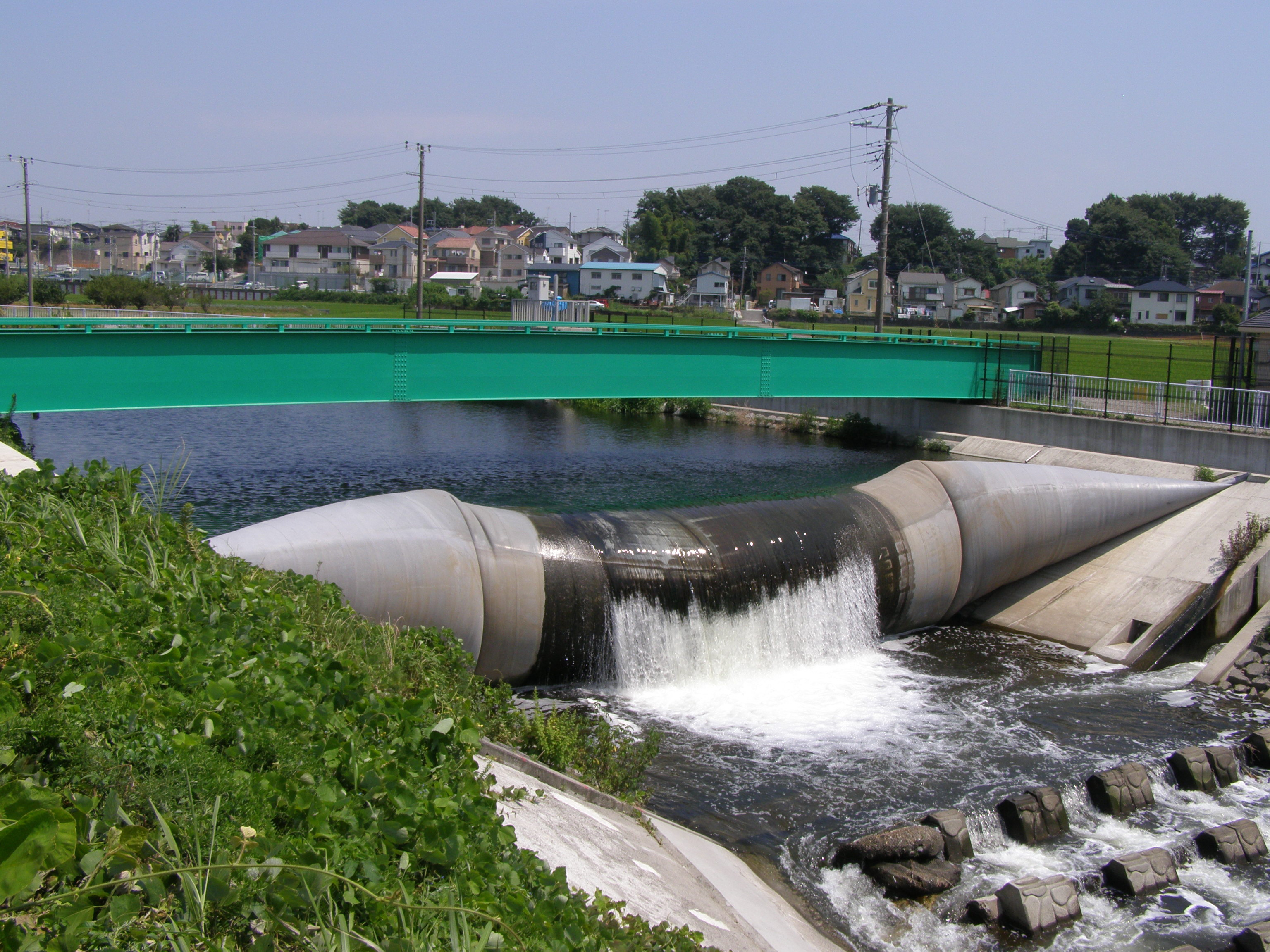
境川（日本・神奈川県）
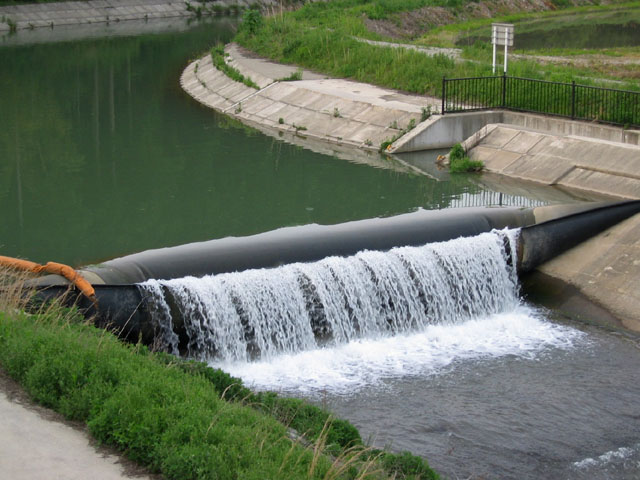
鍋谷川北沖用水堰（日本・石川県）
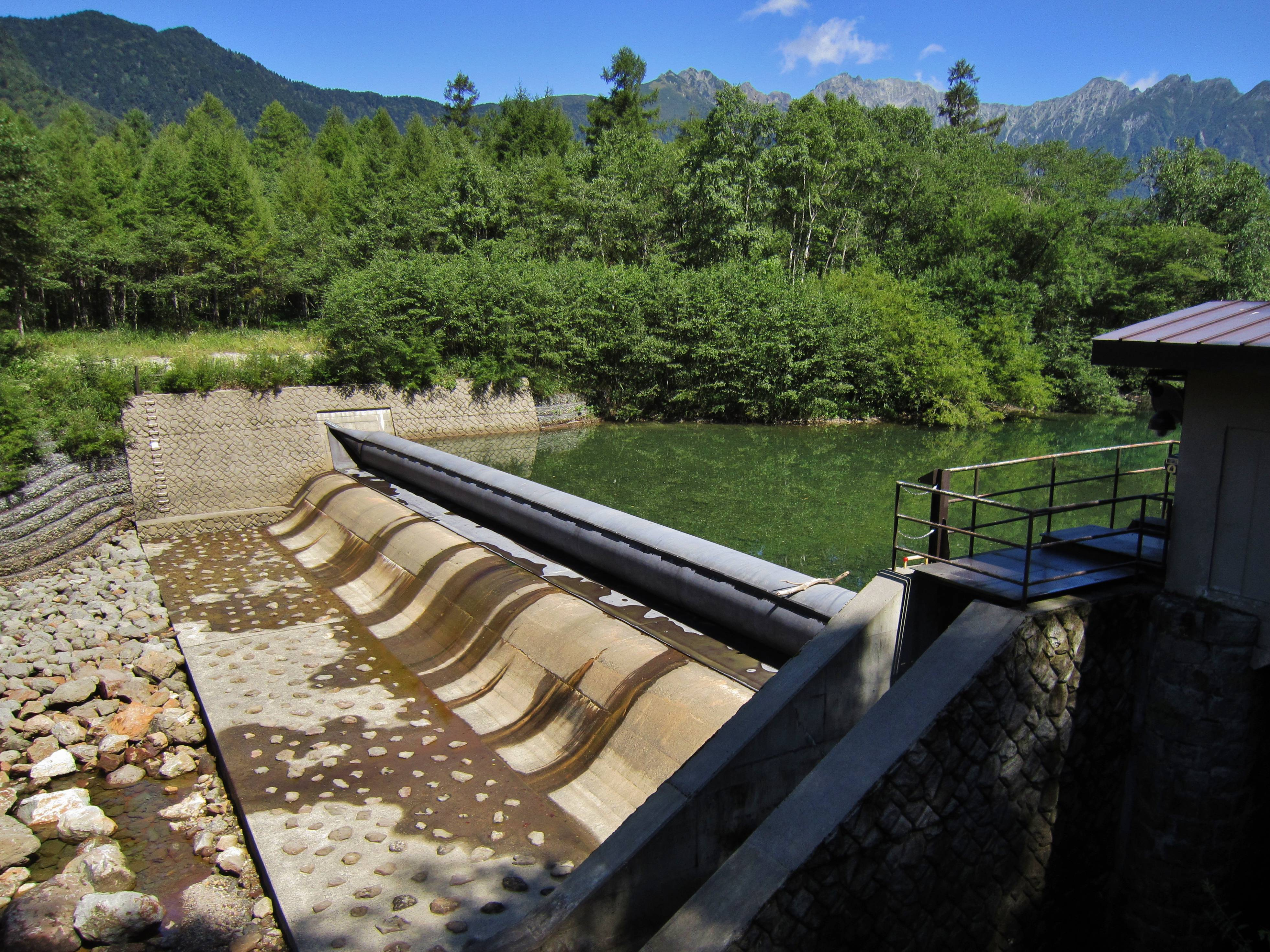
大正池（日本・長野県）
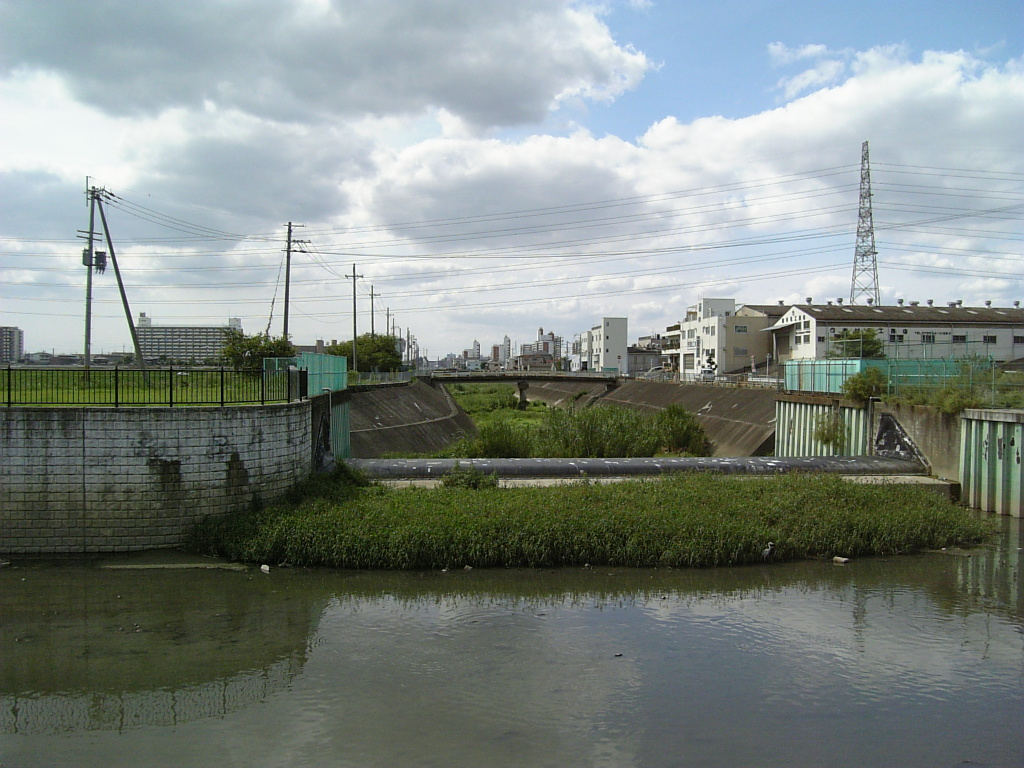
恩智川・第二寝屋川（日本・大阪府）
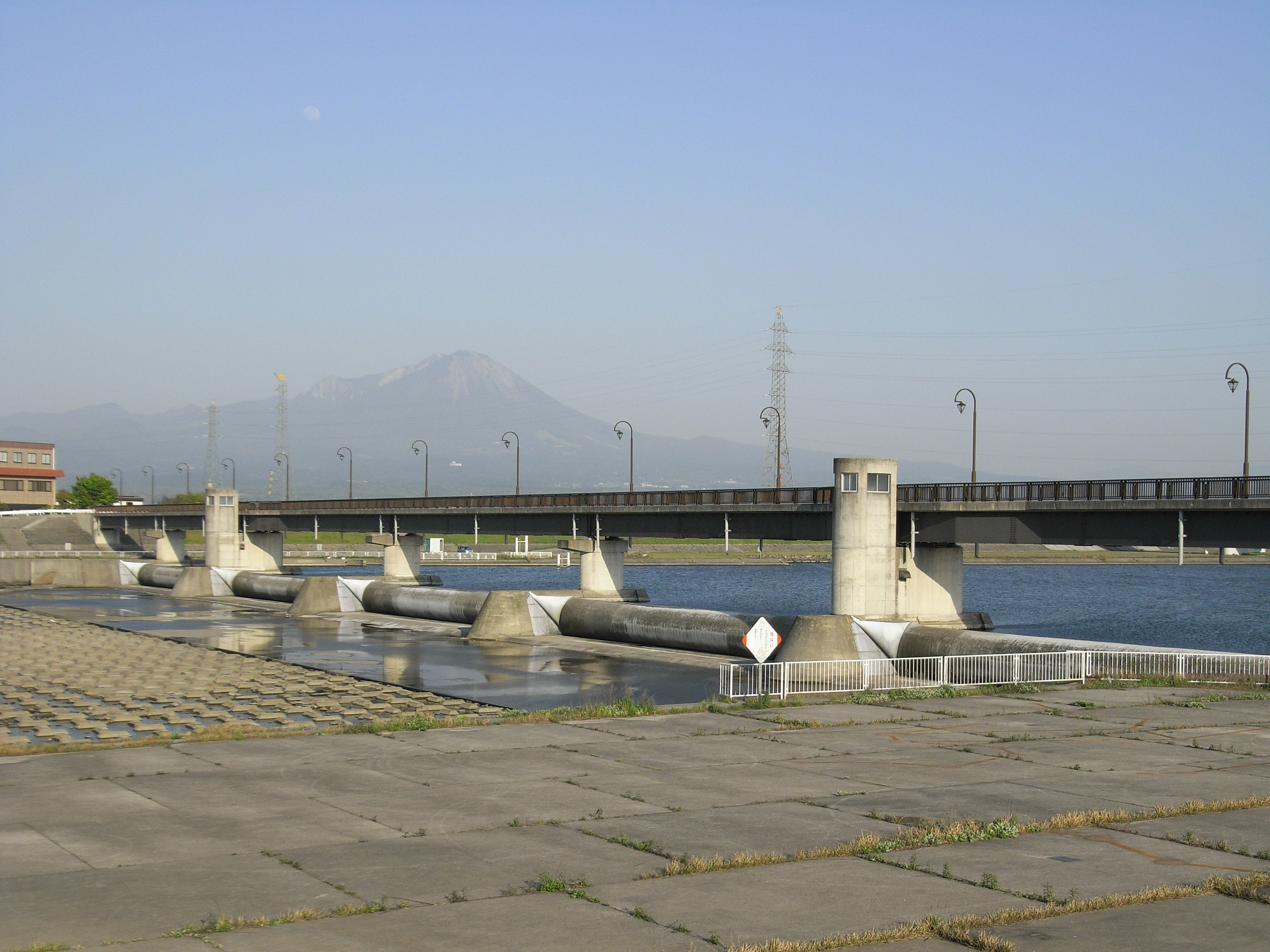
日野川堰（日本・鳥取県）
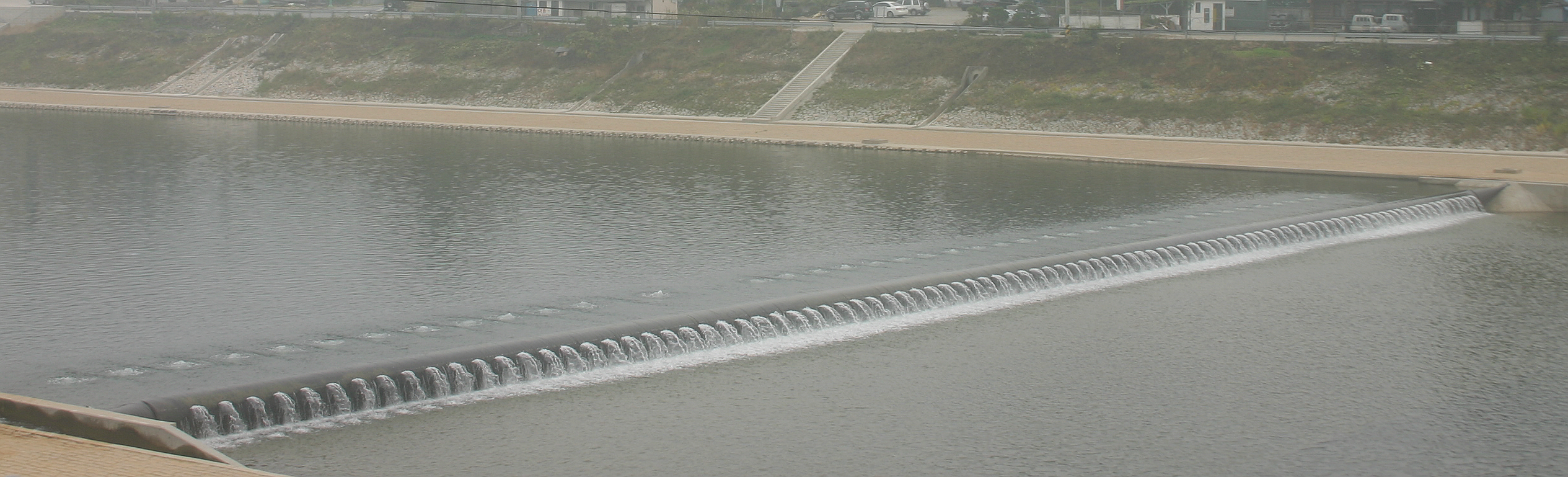
洪川（大韓民国）
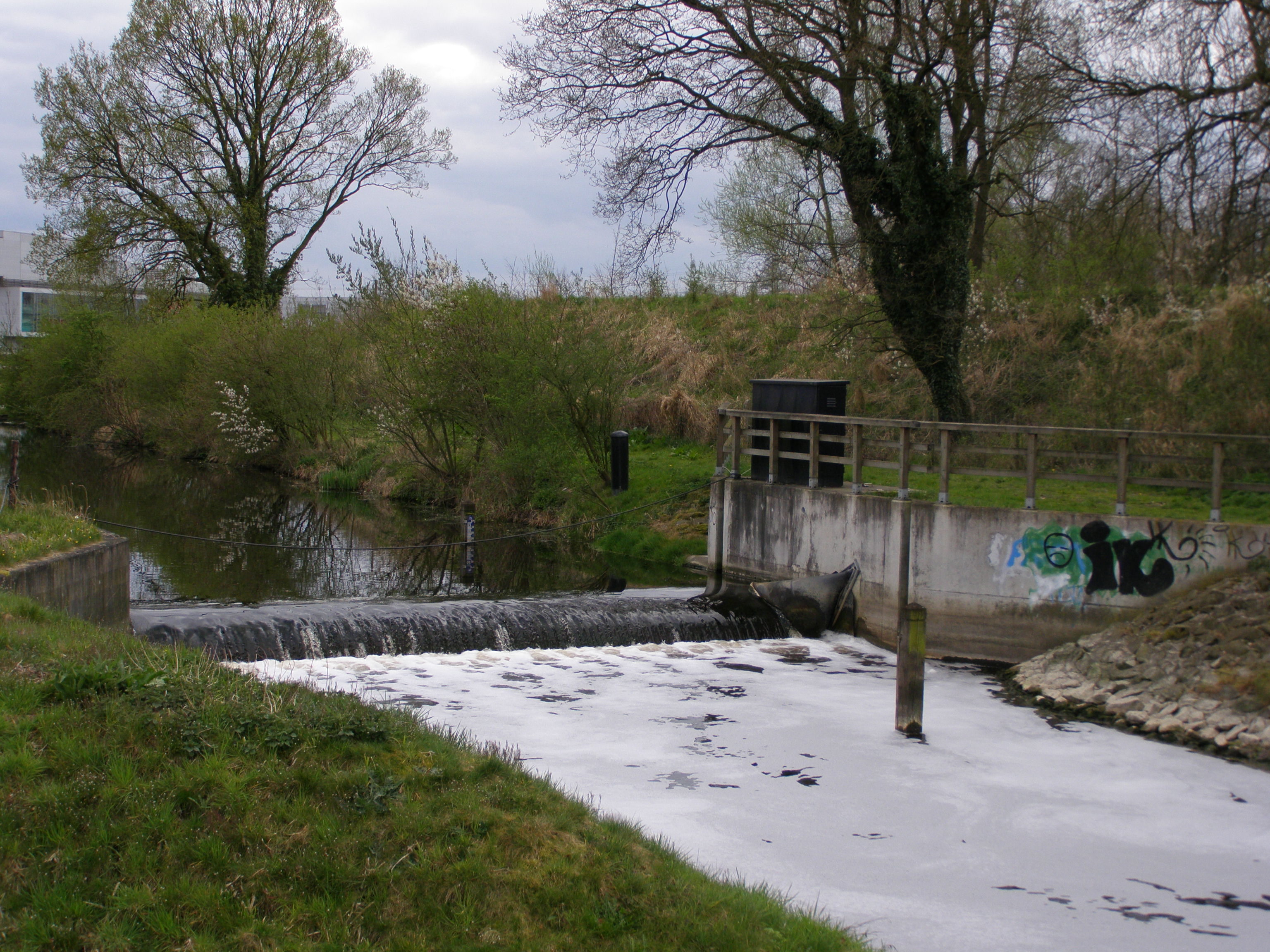
オランダ
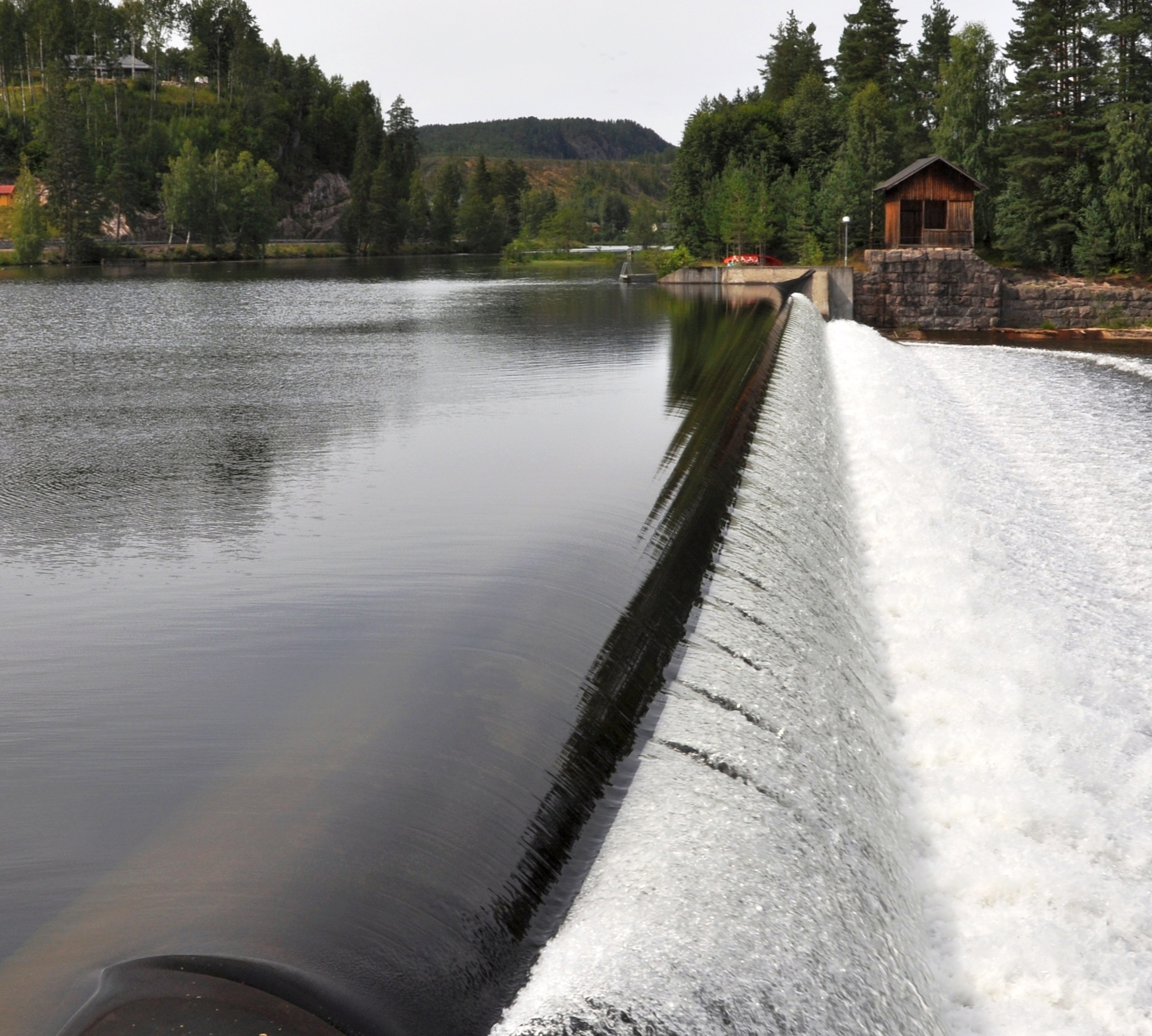
Kjeldal sluse（ノルウェー）

### その他
2012年、ハリケーン・サンディ来襲を前に、ウエストサイド・ヤードの浸水対策として設置されたもの。

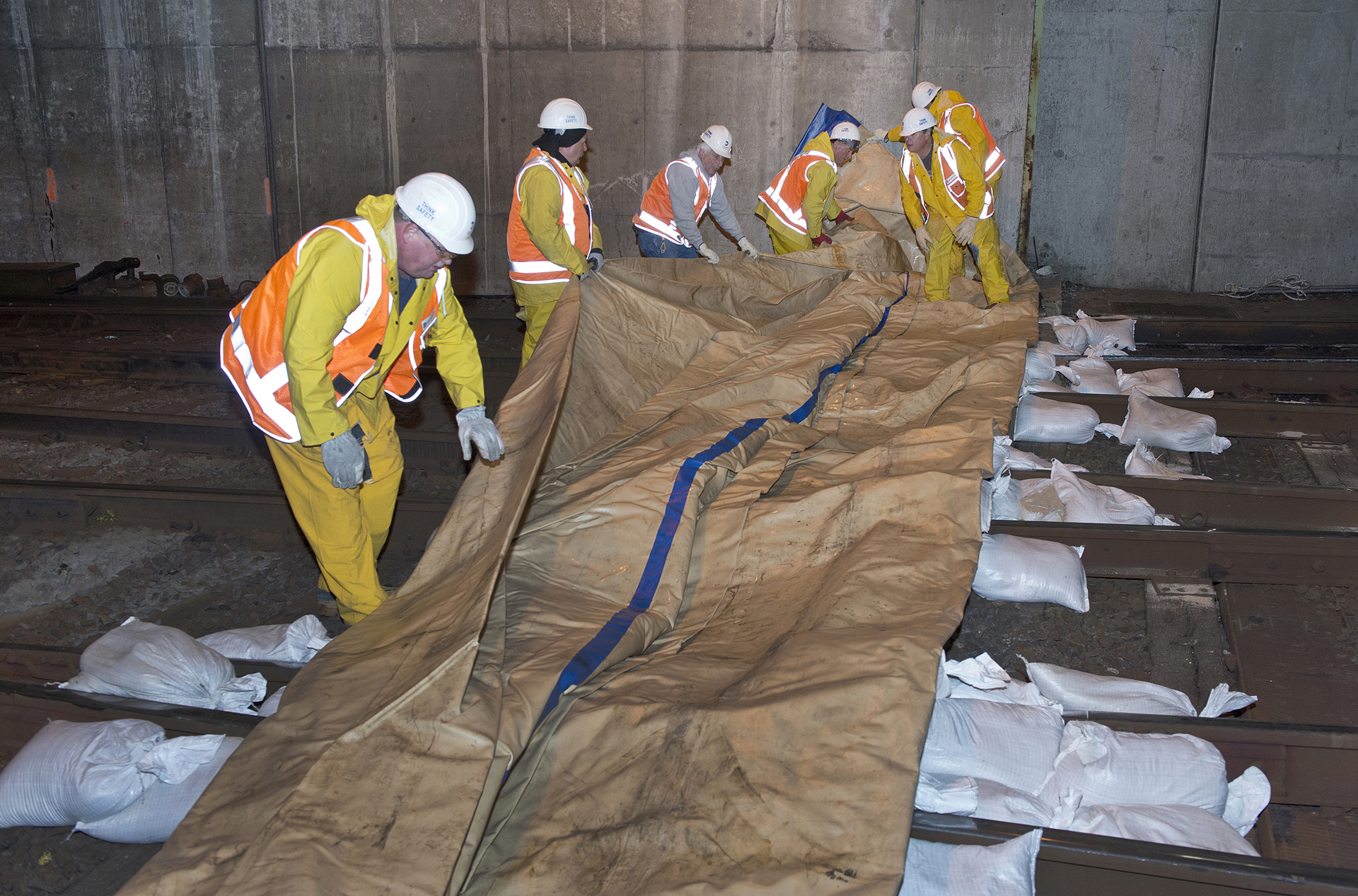
設置中の風景
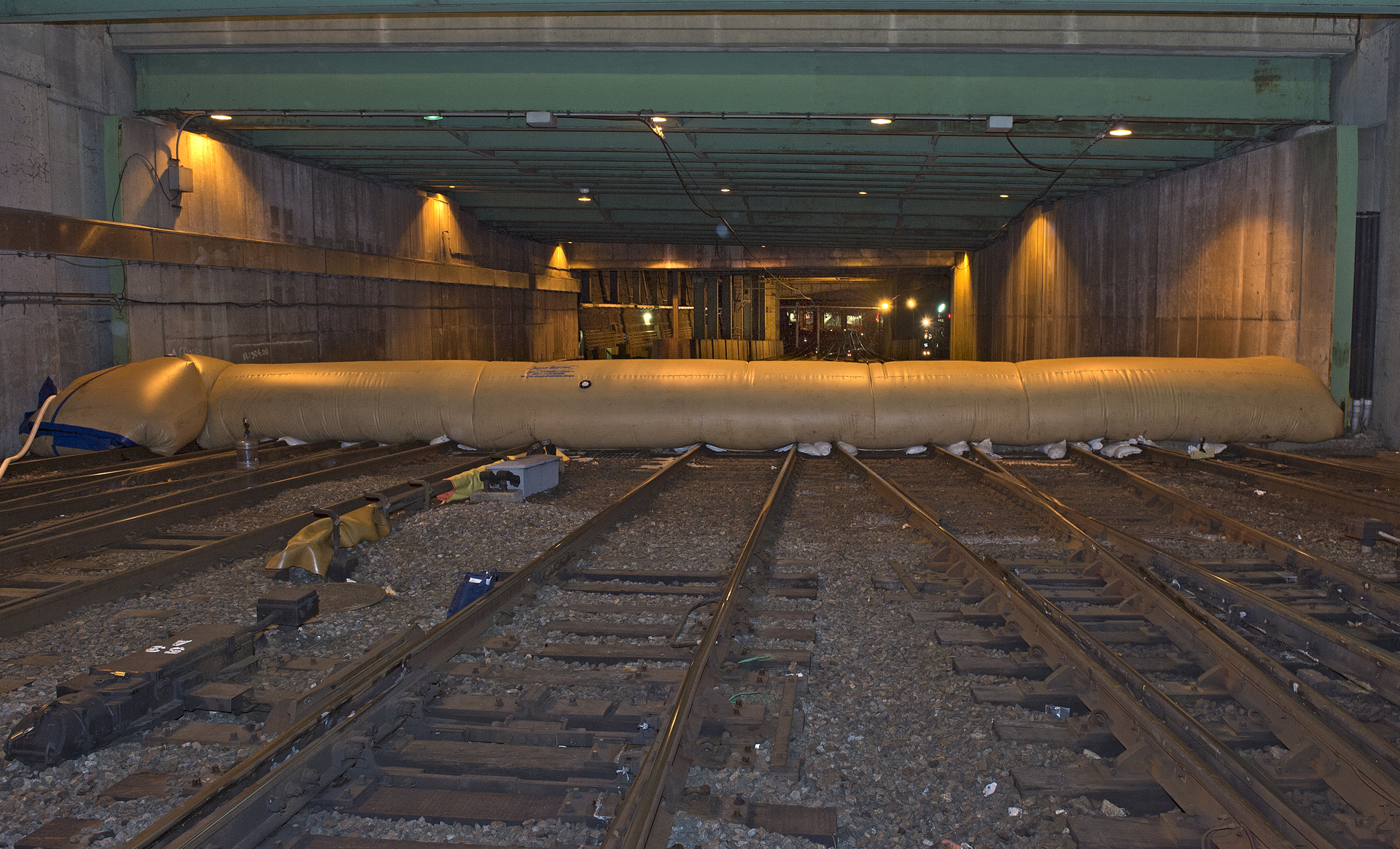
起立させた状態